# El Canadell (Calders)
El Canadell és una masia del municipi de Calders, al Moianès, inclosa en l'Inventari del Patrimoni Arquitectònic de Catalunya.

## Descripció
Es tracta d'una masia encarada a migdia. Té el portal d'entrada de mig punt i adovellat i espitlleres a la façana. Als baixos hi ha estables, magatzem, graners i celler amb coberta de volta, que encara es conserva. El portal d'entrada als estables és independent de la porta d'entrada principal. L'escala que puja al primer pis és de pedra picada. Al primer pis, dedicat a l'habitatge, hi ha una típica sala catalana amb les corresponents habitacions laterals.
Al sector de llevant hi ha un altre cos adossat construït a mitjans del segle xviii que consta de magatzems als baixos, i galeria arcada al primer pis. A totes les façanes que donen a ponent hi ha galeries. El segon pis són golfes. Contraforts al darrere de la casa. Finestres amb reixes de ferro forjat. Construcció en carreus a finestrals, portals i arestes; resta de reble i tàpia.

## Història
La construcció primitiva era amb coberta d'una vessant, amb l'entrada a ponent, una construcció que dataria de mitjans del segle xvii. A principis del segle xviii s'hi fan sèries modificacions; la més recent de totes és la del 1843, més o menys, en què s'adossa al cos principal tota una altra construcció al sector de llevant. Con moltes masies de la contrada, el seu moment de puixança econòmica és el segle xviii, amb la vinya, de la que sols en queden restes al celler (8 grans bótes amb congrenys).
La masia té cura de la capella de Sant Salvador del Canadell, propera a la masia, i de la que en guarda una campana de bronze que data del 1703.